# Holzbach (Auelsbach)
Der Holzbach ist ein 3 km langer, orografisch linker Nebenfluss des Auelsbach im nordrhein-westfälischen Lohmar, Deutschland.

## Geographie

### Verlauf
Der Holzbach entspringt etwa 600 m westlich des Lohmarer Ortsteils Heide auf einer Höhe von 156 m ü. NN. Der Bach fließt überwiegend in nordwestliche Richtungen durch ein unbewohntes Tal ab. Nach einer Flussstrecke von 3 km mündet der Bach auf 86 m ü. NN linksseitig in den Auelsbach. 
Er überwindet einen Höhenunterschied von 70 m, was einem mittleren Sohlgefälle von 23,3 ‰ entspricht. 

### Einzugsgebiet
Das etwa 2 km² große Einzugsgebiet liegt in den Bergischen Heideterrassen und wird über Auelsbach, Agger, Sieg und Rhein zur Nordsee entwässert.
Es grenzt 
- im Osten an den Breidenbach, dem linken Quellbach des Auelsbach (hydrologischer Hauptstrang)
- im Süden an den Rothenbach, einem Aggerzufluss
- und im Westen an den Schwarzsiefenbach, ebenfalls ein Zufluss der Agger.

Das Gebiet ist im westlichen Teil bewaldet und im östlichen Bereich überwiegt Grünland.